# Unland
Unland ist eine Kategorie der 1980 (in den neuen Ländern 1992) eingeführten vierjährlichen und seit 2008 jährlichen Flächenerhebung in der deutschen amtlichen Statistik (Flächenerhebung nach Art der tatsächlichen Nutzung, EVAS-Nr. 33111).
Nach der Begriffsbestimmung handelt es sich um „Unbebaute Flächen, die nicht geordnet genutzt werden“. Hierzu gehören Felsen, Steinriegel, größere Böschungen, Dünen, stillgelegtes und nicht rekultiviertes Abbauland und dergleichen.
Das „Unland“ ist im Nutzungsartenverzeichnis eine Unterposition der „Flächen anderer Nutzung“. Nach Nutzungsartenschlüssel wird es wie folgt dargestellt:
- 900 Flächen anderer Nutzung
  - 950 Unland
    - 951 Felsen, Steinriegel
    - 952 Düne
    - 953 Stillgelegtes Abbauland
    - 959 Unland, nicht weiter untergliedert

Ferner wird der Begriff Unland im deutschen Liegenschaftskataster als Nutzungsartengruppe 37000 bei der Erfassung der tatsächlichen Nutzung eines Flurstücks definiert. Danach ist Unland eine Fläche ohne nennenswerten Bewuchs auf Grund besonderer Bodenbeschaffenheit, wie z. B. Fels, Steine, Schotter, Geröll, Sand, Schnee, Eis oder Firn.
Vom Unland zu unterscheiden ist das Ödland. Dieser Begriff findet in Deutschland kaum amtliche Verwendung und ist weiter gefasst als Unland. Er bezieht auch Moore und Sumpf mit ein, die ja durchaus nennenswerten Bewuchs aufweisen.
Mit der Umstellung der Flächenerhebung von ALB auf ALKIS ab 2014 wurde auch eine neue, fünfstufige Flächensystematik definiert:
- 30000 Vegetation
  - 37000 Unland, Vegetationslose Fläche
    - 37010 Vegetationslose Fläche
      - 37013 Geröll
      - 37014 Sand
      - 37015 Schnee
      - 37016 Eis, Firn
      - 3701_R Vegetationslose Fläche – nicht weiter untergliedert

    - 37020 Gewässerbegleitfläche